# Упала синуса
Упала синуса или синузитис представља запаљење слузокоже параназалних шупљина због неадекватног излучивања секрета услед опструкције улаза синуса, инфекције или алергије.

## Узрок настанка
Најчешћи фактори који доводе до настанка акутног синузитиса су бактерије Streptococcus pneumoniae, Hemophilus influenzae и Moraxella catarhalis. Ређе се изолују анаеробне бактерије: Streptococcus групе А, Streptococcus aureus и грам-негативне бактерије. Фактори из спољне средине, пре свега штетни и токсични гасови укључујући дувански дим, доприносе појави синузитиса и преласку у хроничну болест. Хронични синузитис може бити алергијски или настати као последица анатомских измена које ометају дренажу синуса, а ређе се јавља због функцијских абнормалности мукоцилијамог апарата (система ситних длачица које својим покретима поспешују избацивање нечистоћа и секрета из дисајних путева). Упала синуса може бити повезана и са болестима доњих дисајних путева.

## Клиничка слика
Неки од симптома који прате синузитис су: повишена телесна температура, бол у пределу лица и чела (посебно на притисак) који се погоршава при нагињању напред, појачана секреција, запушеност носа и сл. Отечена слузница носа може затворити отвор синуса и спречити правилну вентилацију и изједначавање притиска у носу и синусима. Због разлике у притиску настаје бол. Синузитис, ако се не лечи правовремено и адекватно, може захвати очну дупљу, околне кости и централни нервни систем. У хроничном синузитису секреција се испољава сливањем низ носни део ждрела.

## Дијагноза
Рендгенска и ултразвучна дијагностика омогућују визуелизацију (уочавање структура) синуса. Бактериолошка испитивања се раде код упала код којих уобичајена терапија не даје ефекат, за изузетно тешке облике обољења, код особа са слабим имунским системом и нозокомијалног синузитиса, код којег никад није могуће предвидети узрочника. Узрочници се траже у аспирираном садржају из синуса, а не у брису носа.

## Лечење
Након постављања дијагнозе синузитиса и утврђивања узрока симптома и евентуалне идентификације узрочника инфекције, предлаже се начин лечења. Акутни синузитис углавном се лечи лековима који олакшавају симптоме, смањују упалу и отклањају инфекцију. Терапија уобичајеног синузитиса започиње се без бактериолошке потврде. Лекови избора су одговарајући антибиотици. Да би се умањио бол, дају се аналгетици и локални деконгестанти. Ако антибиотици и деконгестанти не помогну, синуси се испирају. Локални кортикостероиди могу да помогну код хроничне болести. Хируршко лечење је последњи корак у терапији упаљених синуса.

## Прогноза
Синузитис је готово увек безопасан и успешно се лечи. Понекад синузитис ипак може бити озбиљнија болест која смањује квалитет живота оболеле особе. Компликације су врло ретке и могу произвести додатне симптоме који тешко угрожавају здравље или чак живот болесника.